# Operacja Kita
Operacja Kita (jap. 北号作戦 Kita-gō sakusen − Operacja „Północ”) − akcja przygotowana przez Japońską Cesarską Marynarkę Wojenną (IJN) w lutym 1945 roku, w ostatnim stadium wojny na Pacyfiku. Jej przedmiotem było przeprowadzenie dwóch pancerniko-lotniskowców typu Ise wraz z czterema okrętami eskorty do Japonii z Singapuru, gdzie bazowały od listopada poprzedniego roku. W rezultacie coraz szczelniejszej blokady Wysp Japońskich przez siły sprzymierzonych, pancerniko-lotniskowce typu Ise i ich eskorta były jednymi z ostatnich okrętów IJN jakie bezpiecznie przedarły się do kraju z obszaru południowego Pacyfiku przed zakończeniem wojny.
Przed opuszczeniem Singapuru na okręty eskadry, którą nazwano Siłami Zakończenia, załadowano zapasy ropy naftowej i innych surowców w ramach wysiłków zmierzających do dostarczenia do Japonii jak największej ilości niezbędnych materiałów nim aliancka blokada całkowicie odetnie Wyspy od reszty „imperium”. Wywiad sprzymierzonych wiedział − rozszyfrowując japońskie przekazy radiowe − o istnieniu Sił Zakończenia i ich celach, przygotowano więc plan skoordynowanego ataku sił US Navy i USAAF. W ramach tych przygotowań wzdłuż spodziewanej trasy rozmieszczono 26 okrętów podwodnych.
Eskadra Sił Zakończenia wyszła z Singapuru 10 lutego 1945 roku i mimo licznych prób ataków sił podwodnych i napowietrznych dotarła 20 lutego bez strat do Kure. Mimo tego sukcesu władze japońskie były zmuszone w marcu zaprzestać dalszych wysiłków sprowadzania materiałów pędnych z Azji Południowo-Wschodniej z powodu ogromu strat, jakie alianckie okręty podwodne zadawały zbiornikowcom, zaś wszystkie okręty eskadry Sił Zakończenia zostały zatopione przed końcem wojny.

## Tło wydarzeń
W roku 1944 ataki alianckich okrętów podwodnych skutecznie przerwały dostawy ropy naftowej z Azji Południowo-Wschodniej i znacznie ograniczyły import innych towarów. Na tym etapie wojny rezerwy paliw płynnych Japonii były na wyczerpaniu. Okręty podwodne US Navy zatopiły w ciągu tego roku wiele okrętów IJN, między innymi pancernik Kongō, siedem lotniskowców, dwa ciężkie i siedem lekkich krążowników. Na początku 1945 roku władze japońskie postanowiły zamknąć wszystkie szlaki konwojowe z południa, a dostarczaniem paliw płynnych obciążyć − obok zbiornikowców − inne statki transportowe zabierające ropę w beczkach. Kilka lotniskowców IJN również użyto do przewozu beczek z ropą z Singapuru do Japonii.
11 listopada 1944 roku dwa pancerniko-lotniskowce typu Ise − „Ise” i „Hyūga”, stanowiące 4 Dywizjon Lotniskowców pod dowództwem kontradmirała Chiakiego Matsudy − opuściły wody macierzyste Wysp Japońskich, by dołączyć do głównych sił IJN na południowo-zachodnim Pacyfiku . Ten manewr przeprowadzono zarówno celem wzmocnienia sił IJN w tym rejonie, jak i umiejscowienie okrętów bliżej źródeł zaopatrzenia w paliwa. W drodze z Japonii każdy z pancerniko-lotniskowców wiózł ładunek około 1000 ton amunicji dla oddziałów broniących Manili na Filipinach. W związku z ciężkimi bombardowaniami Manili przez aliantów oba okręty wyładowały 14 listopada zaopatrzenie na wyspach Spratly, po czym 22 listopada zawinęły do Singapuru. Alianci rozszyfrowując depesze japońskie znali trasy przemieszczania się pancerniko-lotniskowców. Okręty podwodne otrzymały polecenie śledzenia ich, ale nie zdołały namierzyć „Ise” ani „Hyūga” podczas ich rejsu do Singapuru. W grudniu pancerniko-lotniskowce odbyły rejs do zatoki Cam Ranh w Indochinach i wróciły do Singapuru 11 stycznia 1945 roku. 3 Flota US Navy przeprowadziła w dniach 10-20 stycznia rajd na wody Morza Południowochińskiego, ale japońskich okrętów już nie znalazła .

## Przygotowania
Na początku lutego „Ise”, „Hyūga” i ich eskorta miały wyruszyć w drogę do Japonii, zgodnie z rozkazami wykonując operację Kita. Celem operacji było przeprowadzenie części okrętów IJN operujących na południowo-zachodnim Pacyfiku do Japonii z ładunkiem ważnych materiałów wojennych. Okrętami, które miały towarzyszyć pancerniko-lotniskowcom, były lekki krążownik „Ōyodo” (wszedł w skład 4 Dywizjonu Lotniskowców 10 lutego) oraz niszczyciele „Asashimo”, „Hatsushimo” i „Kasumi”. 4 Dywizjon Lotniskowców i towarzysząca im eskorta otrzymały miano Sił Zakończenia .
Okręty Sił Zakończenia opuściły 6 lutego swe miejsce postoju u brzegów Wysp Lingga i następnego dnia rozpoczęły załadunek w Singapurze. Na krótko przed zadokowaniem „Ise” doznał niewielkich uszkodzeń wszedłszy na minę zrzuconą prawdopodobnie przez nieprzyjacielski samolot. W czasie pobytu w Singapurze wszystkie okręty eskadry zostały załadowane materiałami wojennymi, a „Ise” przeszedł pobieżny remont . „Hyūga” wziął na pokład 4944 beczki gazoliny lotniczej, 326 beczek benzyny, a także 440 robotników przemysłu naftowego. „Ise” był wyładowany 5200 beczkami gazoliny lotniczej i wziął na pokład 551 robotników; każdy z pancerniko-lotniskowców zabrał także 1750 ton kauczuku, 1750 ton cyny i 200 ton innych metali. „Ōyodo” wziął 120 ton cyny, 70 ton wolframu, 70 ton gazoliny lotniczej, 50 ton kauczuku, 40 ton cynku i 20 ton rtęci. Pozostałe 140 ton kauczuku i cyny rozdzielono pomiędzy trzy niszczyciele.
Dzięki złamaniu szyfrów wywiad aliancki znał dokładnie skład i cel operacji Kita. Nasłuch radiowy ściśle monitorował wymianę depesz o rejonie Singapuru, w rezultacie specjaliści z Ultra byli w stanie dostarczyć dowództwu plany poruszeń japońskiej eskadry, w tym jej drogi z Singapuru do Japonii. Dowódca alianckich sił podwodnych na obszarze południowo-zachodniego Pacyfiku, kontradmirał James Fife, kładł wielki nacisk na przeszkodzeniu „Ise” i „Hyūga” w dotarciu do Japonii, w którym to celu rozstawił wzdłuż spodziewanej trasy przemarszu 15 okrętów podwodnych. Przygotowano też plan skoordynowanego ataku US Navy i USAAF. W tym właśnie czasie 7 Flota US Navy skierowała cztery pancerniki operujące na wodach filipińskich do osłony alianckiego przyczółka w zatoce Lingayen na Luzonie na wypadek ataku morskich sił japońskich bazujących w okolicy Singapuru i Morza Wewnętrznego do czasu wzmocnienia lotnictwa USAAF na tyle, by mogło przejąć nad tym miejscem kontrolę, bowiem na początku lutego wysiłki USAAF były skoncentrowane na wspieraniu United States Army prowadzącej kampanię filipińską i atakowaniu baz japońskich na Formozie. Planowano wprawdzie intensywne działania przeciwko żegludze japońskiej na Morzu Południowochińskim, ale do ich rozpoczęcia było wciąż daleko.

## Przebieg operacji

Przypuszczalna trasa przejścia eskadry japońskiej z Singapuru do Kure

Siły Zakończenia opuściły Singapur 10 lutego wieczorem . Czas wyjścia został obliczony na podstawie prognozy długoterminowej przewidującej, że w czasie drogi do Japonii pogoda będzie zła. Brytyjski okręt podwodny HMS „Tantalus” zauważył wyjście okrętów z portu i 11 lutego podjął próbę ataku, ale został przepłoszony przez japoński samolot. Zaraz po tej akcji „Tantalus” poinformował o kontakcie drogą radiową kwaterę główną Fife’a. Tymczasem cztery pancerniki amerykańskie, dotąd znajdujące się w Zatoce Lingayen Gulf, odpłynęły 10 lutego do swych baz na wyspach Pacyfiku, gdzie miały przejść remonty i przygotować się do inwazji Okinawy. Okręty opuściły rejon Filipin i nie mogły uczestniczyć w akcji mającej na celu przechwycenie Sił Zakończenia.
Okręty podwodne US Navy próbowały bezskutecznie atakować okręty japońskie 12 lutego. Około godz. 13:45 USS „Charr” dostrzegł Siły Zakończenia na ekranie radaru z odległości 7,8 Mm i natychmiast przesłał wiadomość do centrali. Godzinę później kontakt radarowy z odległości 12 Mm złapał USS „Blackfin”. Przez następne 14 godzin „Blackfin”, „Charr”, a z nimi „Flounder”, „Pargo” i „Tuna” próbowały ustawić się w pozycji dobrej do ataku, ale nie udało im się to. Północna grupa okrętów podwodnych − USS „Guavina”, „Hake” i „Pampanito” − również nie mogła wyjść na dogodne do ataku pozycje.
Patrolujące samoloty USAAF uzyskały namiar na Siły Zakończenia 12 lutego; od tego czasu eskadra japońska była bezustannie śledzona w wyekwipowane w radar samoloty Army Air Forces i US Navy. 13 lutego rano dywizjon ciężkich bombowców B-24 Liberator i 40 średnich B-25 Mitchell eskortowanych przez 48 myśliwców P-51 Mustang wystartowało z kilku baz na wyspach Leyte i Mindoro. Samoloty bez trudności spotkały się w pobliżu Sił Zakończenia, lecz gruba pokrywa chmur nie pozwoliła dostrzec żadnego okrętu. W związku z tym, że bombardowanie według wskazań radaru zostało zabronione dla uniknięcia przypadkowego trafienia własnych okrętów podwodnych, grupa uderzeniowa zawróciła na lotniska nie zaatakowawszy żadnego celu. Tego samego dnia australijskie niszczyciele HMAS „Arunta” i „Warramunga” opuściły zatokę Lingayen udając się na pozycję około 260 Mm na zachód od Manili, gdzie miały oczekiwać w gotowości do niesienia ratunku załogom samolotów, jakie mogłyby być zestrzelone podczas ataku na eskadrę japońską.
Kolejne okręty podwodne próbowały atakować eskadrę japońską 13 lutego. Trzy z nich − USS „Bergall”, „Blower” i „Guitarro” − były rozstawione wzdłuż jej trasy przemarszu i „Bergall” − jako pierwszy o 12:30 − wypatrzył okręty przeciwnika. Znajdował się w tym momencie w zanurzeniu i choć próbował wyjść na pozycję do strzału, nie mógł podejść do celów bliżej niż na 4400 m. Mimo wszystko odpalił sześć torped, ale żadna nie trafiła. „Blower” spróbował zaatakować z zanurzenia lecz pięć torped, które wystrzelił w stronę jednego z pancerniko-lotniskowców i „Ōyodo” chybiło. USS „Bashaw” i „Flasher”, dwa najbardziej na północ wysunięte okręty podwodne Fife’a, napotkały Siły Zakończenia po południu 13 lutego. „Bashaw” dostrzegł japońskie okręty o 15:15, kiedy te nagle wynurzyły się zza ściany deszczu, jednak na jednym z pancerniko-lotniskowców dostrzeżono okręt podwodny i natychmiast wysłano w jego kierunku samoloty. „Bashaw” musiał się zanurzyć pod ogniem artylerii głównej pancerniko-lotniskowca. „Flasher” nie był nawet w stanie namierzyć eskadry przeciwnika. Inne okręty podwodne również kontynuowały pościg, ale bez żadnych rezultatów.
Próba ataku z powietrza została powtórzona 14 lutego. Liczba B-24, B-25 i eskortujących je P-51 była tym razem mniejsza niż pod koniec lutego, a to dlatego, że lotniska na Leyte były już poza zasięgiem. I raz jeszcze powłoka chmur nie pozwoliła alianckim pilotom dostrzec okrętów japońskich, a atak „na radar” był zabroniony. Była to ostatnia próba ataku USAAF. Niejakim pocieszeniem było zestrzelenie 13 lutego samolotu transportowego Mitsubishi Ki-57 i kilku myśliwców w dniach 12-14 lutego. Oba australijskie niszczyciele zostały odwołane i skierowane gdzie indziej 15 dnia tegoż miesiąca.
Wiceadmirał Charles Lockwood − dowódca sił podwodnych Floty Pacyfiku − postanowił naprawić skutki bezskutecznych prób namierzenia Sił Zakończenia na Morzu Południowochińskim i rozmieścił jedenaście następnych okrętów podwodnych pomiędzy Cieśniną Luzońską a Japonią. Tymczasem 15 lutego wieczorem Siły Zakończenia osiągnęły Mazu Liedao na północnym krańcu Cieśniny Tajwańskiej i zatrzymały się tam na przeciąg pięciu godzin . 16 lutego o godz. 5:07 USS „Rasher” wykrył eskadrę na południe od chińskiego miasta Wenzhou i wystrzelił sześć torped w kierunku jednego z okrętów eskorty, ale żadna z nich nie trafiła . Żaden inny amerykański okręt podwodny nie nawiązał kontaktu z zespołem japońskim, który wybrał drogę znacznie bardziej na zachód od linii wzdłuż jakiej zastawił swe sieci Lockwood. Japońskie okręty kierowały się teraz ku brzegom Korei, eskortowane przez kilka godzin przez dwa niszczyciele .
Siły Zakończenia dotarły 16 lutego wieczorem do Zhoushan niedaleko Szanghaju, gdzie kotwiczyły od 21:06 do 7:00 dnia następnego, by udać się do Zatoki Sanzenpo koło Sacheon na południu Półwyspu Koreańskiego. Przybyły tam 17 lutego o godz. 16:00 i zakotwiczyły na dłużej, bo opuściły zatokę dopiero 19 lutego o 7:00 rano i około godz. 16 dotarły do brzegów Wysp Japońskich, a w Kure zacumowały o 10:00 20 lutego . Okręty Sił Zakończenia były jednymi z ostatnich, jakim udało się dotrzeć do kraju z południowego Pacyfiku.

## Rezultaty
Alianckie Kierownictwo Operacji Morskich było bardzo niezadowolone z fiaska poniesionego przez okręty podwodne w akcji przeciw Siłom Zakończenia. Fife doszedł do wniosku, że główną przyczyną była duża szybkość eskadry japońskiej, złe warunki pogodowe w czasie trwania operacji oraz posiadanie przez okręty japońskie urządzeń pomagającym im wykrywać sygnały radarowe okrętów podwodnych. W liście do Lockwooda napisał, że niepowodzenie to „było gorzką pigułką do przełknięcia, a ja nie mam alibi”. Lockwood ze swej strony przypisywał decyzję, skutkiem której okręty podwodne rozstawiono zbyt daleko od rzeczywistej trasy eskadry japońskiej, błędom wywiadu i powiedział Fife’owi, że „...być może zbyt łatwo w to uwierzyłem”.
Użycie frachtowców i okrętów wojennych do przewozu paliw okazało się dobrym posunięciem dla japońskiego importu; ilości ropy naftowej i jej pochodnych, jakie dotarły do kraju w pierwszym kwartale 1945 roku była większa niż dostawy odebrane pod koniec roku 1944. Jednak alianckie okręty podwodne zatopiły w lutym większość statków handlowych próbujących przedostać się do Japonii z południa i w marcu Japończycy zrezygnowali ze sprowadzania paliw z tamtych źródeł. Po odejściu Sił Zakończenia jedynymi wartościowymi japońskimi okrętami pozostającymi jeszcze na wodach południowo-zachodniego Pacyfiku były krążowniki ciężkie „Ashigara” i „Haguro” oraz krążownik lekki „Isuzu”. Nie podjęły próby powrotu do Japonii i zostały, w kwietniu, maju i czerwcu, zatopione przez okręty podwodne i niszczyciele przeciwnika.
Po przybyciu do Japonii „Ise” i „Hyūga” otrzymały zadanie wzmocnienia obrony przeciwlotniczej miasta i bazy morskiej Kure. Pozbawione samolotów pokładowych i paliwa nie wyszły już więcej w morze i oba zostały zatopione podczas alianckich bombardowań Kure w dniach 24-28 lipca 1945 roku. „Ōyodo” również został w porcie, jako okręt ćwiczebny, aż 28 lipca i on został zatopiony. Trzem niszczycielom również nie udało się przetrwać wojny: „Asashimo” i „Kasumi” padły 6 kwietnia ofiarą amerykańskich samolotów z lotniskowców gdy osłaniały pancernik „Yamato” podczas Operacji Ten-Gō, a „Hatsushimo” zatonął 30 lipca wszedłszy na minę w pobliżu Maizuru.